# Jocs Mundials de Patinatge
Els Jocs Mundials de Patinatge (oficialment en anglès: World Roller Games) és una competició dels campionats mundials, en categoria absoluta, tant masculina com femenina, de les diferents modalitats del patinatge sobre rodes. Organitzats per la Federació Internacional de Patinatge (FIRS), es disputen biennalment des de 2017. A aquests efectes, la Federació designa una sola ciutat on disputar la competició, podent estendre's algunes proves a les localitats properes, al llarg de setze dies consecutius.

## Gestació del projecte
L'any 2014, la Federació Internacional de Patinatge presentà la idea d'organitzar una gran competició conjunta celebrant, simultàniament en una sola ciutat, els campionats mundials de totes les modalitats de patinatge. Amb això es pretén augmentar l'interès del públic per cadascun d'aquests campionats i, alhora, globalitzar el coneixement d'aquest esport en el seu conjunt, ja que a cada país existeixen determinades modalitats que tenen certa popularitat mentre que unes altres són gairebé desconegudes o ni tan sols es practiquen.
Celebrant simultàniament els campionats masculins i femenins de les diferents modalitats amb les respectives submodalitats, s'estima la concurrència del voltant de 4.500 esportistes, als quals cal afegir altres 1.500 participants entre tècnics, àrbitres, directius i personal complementari.
Un dels al·licients que s'ofereixen és la convivència, durant els dies de competició, de tots els participants en un complex residencial conjunt, a manera de Vila Olímpica, denominat "Vila del Patinatge" (Roller Village).
El febrer de 2015 es va procedir a l'elecció de la seu dels primers Jocs, presentant-se les candidatures de Barcelona (Catalunya) i Lima (Perú), resultant triada la primera. No obstant això, després de les eleccions municipals celebrades al maig, el nou equip de govern municipal barceloní va començar a plantejar la possibilitat de renunciar a organitzar els Jocs per a evitar destinar recursos econòmics a aquest tipus d'activitats, o bé ajornar-los per a poder implementar una millor organització.
Finalment, el gener de 2016, la Federació va decidir encomanar l'organització dels Jocs de 2017 a la ciutat de Nanquín (RP Xina), mentre que al mes d'abril es va acordar amb la ciutat de Barcelona que aquesta organitzaria la següent edició, el 2019. De cara a la tercera edició, la de 2021, està previst de forma provisional que sigui Lima la ciutat amfitriona dels Jocs.

## Modalitats
Es preveu que es disputin 106 proves de 10 diferents modalitats de patinatge sobre rodes:
- Hoquei sobre patins en línia
- Hoquei sobre patins
- Patinatge de velocitat (pista i ruta)
- Patinatge alpí
- Patinatge artístic sobre rodes
- Patinatge agressiu (free style o radical)
- Roller derby
- Patinatge eslàlom
- Skateboarding
- Descens en patinatge

## Historial
| Edició      | Any  | Seu                      | Or       | Argent   | Bronze   |
| ----------- | ---- | ------------------------ | -------- | -------- | -------- |
| I detalls   | 2017 | Nanquín (RP Xina)        | Colòmbia | Itàlia   | França   |
| II detalls  | 2019 | Barcelona (Catalunya)    | Itàlia   | Colòmbia | Alemanya |
| III detalls | 2022 | Buenos Aires (Argentina) |          |          |          |